# Park Royal
Park Royal é uma cadeia de hotéis da Royal Holiday, de origem mexicana, presente nas praias de Acapulco, Ixtapa, Puerto Vallarta, Cozumel, Cancun, Los Cabos e Porto Rico.
A maioria dos hotéis Park Royal entram na categoria de resort, isto é, oferecem a seus clientes atividades de recreação em suas próprias instalações, além de oferecer o serviço conhecido como All Inclusive, no qual estão inclusas na tarifa todas as despesas com alimentos, bebidas, atividades esportivas e recreativas. 

## Park Royal Acapulco
O Park Royal Acapulco está em uma das extremidades da baía, em uma área chamada Playa Guitarrón. Possui uma praia privada onde é possível praticar esportes aquáticos como esqui, vela e mergulho. Além disso, possui clube para crianças, spa e restaurantes .

## Park Royal Cancun e Cancun Caribe Park Royal Grand
A cadeia Park Royal tem dois resorts na região de Cancun: Park Royal Cancun e Cancun Caribe Park Royal Grand.
O Park Royal Cancun oferece atividades de recreação dentro e fora de suas dependências, além de descontos para as atrações turísticas de Cancun como o Wet 'n Wild, o Delphinaris (nado com golfinhos) , Xcaret e o aquário de Xel-ha.
O Grand Cancun Caribe Park Royal é um resort mais sofisticado, com serviços e decoração que o diferenciam do Park Royal. Porém, ambos oferecem a oportunidade de visitar lugares próximos como a Isla Mujeres, onde se encontra um dos maiores recifes de coral do mundo e que atrai mergulhadores experientes; e Holbox, uma ilha conhecida pela conservação de seu ecossistema e suas paisagens. Outra atração da região é o sítio arqueológico de Tulum, perto da Riviera Maya.

## Park Royal Cozumel
O Park Royal Cozumel é um dos principais hotéis da ilha de Cozumel e é o porto de chegada dos navios de cruzeiros de empresas como: Royal Caribbean International, Costa, MSC e Carnival Corporation & plc, entre outros. Da praia privada do Park Royal Cozumel é possível ver a chegada destes barcos.
O resort foi inaugurado em 2006 e foi reconhecido com o Ardy Award na categoria Renovação e Design Interior já no ano seguinte . Em 2009, a Expedia o indicou entre os“Top Hotels” do mundo, com base nas observações e experiências de viagens de seus usuários, que o elegeram por seu sistema All Inclusive .

## Park Royal Ixtapa
O Park Royal Ixtapa está localizado na costa de Guerrero, no centro da Playa del Palmar. Uma das principais atrações do resort são as noites temáticas, com menus variados. A tarifa do Park Royal inclui a possibilidade aos hóspedes de utilizar atrações na cidade, incluindo passeios de bicicleta, ingressos para discotecas ou jantares em restaurantes como Carlos N'Charlies, ou o Sr. Frogg, muito tradicionais na cidade. 

## Park Royal Puerto Vallarta
Puerto Vallarta é uma cidade na costa do Pacífico mexicano, no estado de Jalisco, e recebe um dos mais recentes hotéis do Park Royal. O resort está localizado no centro da Baía de Banderas e além de estar localizado perto da praia, conta com várias piscinas e um spa.

## Park Royal Los Cabos
Park Royal Los Cabos é um resort que está localizado no meio do campo de golfe de San Jose del Cabo, no início do corredor turístico que vai de San Jose del Cabo até o Cabo San Lucas, na ponta sul da Península de Baja California, entre o Mar de Cortez e o Oceano Pacífico. 

## Park Royal Club Cala
Localizado em Porto Rico, o Park Royal Club Cala está no complexo Palmas Del Mar, na cidade de Humacao. Nele, os hóspedes podem visitar tanto das praias do Caribe quanto as atrações do complexo principal com piscinas, atividades esportivas e de lazer, bares, restaurantes, campo de golfe e ainda todas as opções de entretenimento oferecidas em San Juan, a capital de Porto Rico, que fica a 45 minutos do hotel.